# Prix littéraires 2005
Liste des prix littéraires décernés au cours de l'année 2005 :

## Prix internationaux
- Prix Nobel de littérature : Harold Pinter (Grande-Bretagne)[1]
- Prix européen de littérature : Antonio Gamoneda (Espagne)
- Grand prix de littérature du Conseil nordique : Sigurjón Birgir Sigurðsson (Islande) pour Le Moindre des mondes[2]
- Grand prix littéraire d'Afrique noire : Véronique Tadjo (Côte d'Ivoire) pour Reine Pokou.
- Prix international Man-Booker : Ismaïl Kadaré (Albanie)
- Prix littéraire international de Dublin : Edward P. Jones (États-Unis) pour The Known World (Le monde connu)
- Prix littéraire des Caraïbes : Keed J. Kendall (d)  (France) pour De la rivière à la scène
- Prix Carbet de la Caraïbe et du Tout-Monde :  Henri Corbin (Poète) (d)  (France) pour Sinon l'enfance
- Prix Tropiques : Daniel Maximin (France) pour Tu, c'est l'enfance
- Prix commémoratif Astrid-Lindgren : Philip Pullman[3] (Royaume-Uni) et Ryōji Arai (Japon)

## Allemagne
- prix Heinrich-Böll : Ralf Rothmann
- Prix Georg-Büchner :  Brigitte Kronauer
- Prix Friedrich Hölderlin (Bad Homburg) : Durs Grünbein

## Belgique
- Prix Victor-Rossel : Chants des gorges de Patrick Delperdange
- Prix Victor-Rossel des jeunes : Chants des gorges de Patrick Delperdange
- Prix Jean Muno : Madrid ne dort pas de Grégoire Polet
- Prix littéraires de la Communauté française de Belgique :
  - Prix de la première œuvre : Les Candidats de Yun-Sun Limet
  - Prix triennal du théâtre : Bamako de Éric Durnez
  - Prix quinquennal de littérature : Simon Leys pour l'ensemble de son œuvre
  - Prix de la traduction littéraire : Petruta Spânu
  - Prix du rayonnement des lettres à l'étranger : Anna Soncini
  - Prix Renaissance de la Nouvelle : Les après-midi, ça devrait pas exister de Fabienne Jacob
- Prix Marcel Thiry : J'arrive à la mer de Karel Logist

## Canada
- Grand prix du livre de Montréal : Yvon Rivard pour Le Siècle de Jeanne
- Prix Athanase-David : Pierre Nepveu
- Prix du Gouverneur général :
  - Catégorie « Romans et nouvelles de langue anglaise » : David Gilmour pour A Perfect Night to Go to China
  - Catégorie « Romans et nouvelles de langue française » : Aki Shimazaki pour Hotaru
  - Catégorie « Poésie de langue anglaise » : Anne Compton pour Processional
  - Catégorie « Poésie de langue française » : Jean-Marc Desgent pour Vingtièmes siècles
  - Catégorie « Théâtre de langue anglaise » : John Mighton pour Half Life
  - Catégorie « Théâtre de langue française » : Geneviève Billette pour Le Pays des genoux
  - Catégorie « Études et essais de langue anglaise » : John Vaillant pour The Golden Spruce: A True Story of Myth, Madness and Greed
  - Catégorie « Études et essais de langue française » : Michel Bock pour Quand la nation débordait les frontières : les minorités françaises dans la pensée de Lionel Groulx
- Prix Giller : David Bergen pour The Time in Between (Un passé envahi d'ombres)
- Prix Jean-Hamelin : Jean-François Beauchemin pour Le Jour des corneilles
- Prix littéraire Québec-France Marie-Claire-Blais : Accès direct à la plage de Jean-Philippe Blondel
- Prix Robert-Cliche : Roxanne Bouchard pour Whisky et Paraboles

## Corée du Sud
- Prix de l'Association des poètes coréens : Choe Chang-gyun pour 백 자작나무 숲에 살자
- Prix Daesan
  - Catégorie « Poésie » : Kim MyungIn pour Ressentiment
  - Catégorie « Roman » : Kim Yeonsu pour Je suis un écrivain fantôme
  - Catégorie « Critique » : Jeong Gwa-ri pour 문학이라는 것의 욕망
  - Catégorie « Traduction » : Francisca Cho pour Everything Yearned for: Manhae's Poems of Love and Longing
- Prix Dong-in : Gwon Jiye pour La tombe du crabe
- Prix de littérature contemporaine (Hyundae Munhak)
  - Catégorie « Poésie » : Kim Sa-in pour 노숙
  - Catégorie « Roman » : Yoon Seong-hui pour 유턴지점에 보물지도를 묻다
  - Catégorie « Critique » : Kim Yeongchan pour 한국문학의 증상들 혹은 리얼리즘이라는 독법
- Prix Gongcho : Cheon Yang-hui pour 마음의 달
- Prix Hwang Sun-won : Kim Hoon pour 언니의 폐경
- Prix Jeong Ji-yong : Yu Jah-yo pour 세한도
- Prix Kim Soo-young : Ham Min-bok pour 말랑말랑한 힘
- Prix Manhae : Wole Soyinka, catégorie « Littérature »
- Prix Midang : Moon Taejun pour 누가 울고 간다
- Prix Poésie contemporaine : Bak Hyeong-jun
- Prix de poésie Sowol : Park Joo-taek pour 시간의 동공
- Prix Yi Sang : Han Kang pour 몽고반점

## Espagne
- Prix Cervantes : Sergio Pitol
- Prix Prince des Asturies : Nélida Piñón
- Prix Nadal : Pedro Zarraluki, pour Un encargo difícil (es)
- Prix Planeta : Maria de la Pau Janer, pour Pasiones Romanas
- Prix national des Lettres espagnoles : José Manuel Caballero Bonald
- Prix national de Narration : Alberto Méndez (es), pour Los girasoles ciegos
- Prix national de Poésie : José Corredor Matheos (es), pour El don de la ignorancia
- Prix national d'Essai : José Luis Pardo (es), pour La regla del juego
- Prix national de Littérature dramatique : Alberto Miralles (es), pour Metempsicosis
- Prix national de Littérature infantile et juvénile : Antonio Rodríguez Almodóvar, pour El bosque de los sueños
- Prix Adonáis de Poésie : Carlos Vaquerizo (es), pour Fiera venganza del tiempo
- Prix Anagrama : Manuel Cruz (?-), pour Las malas pasadas del pasado. Identidad, responsabilidad, historia
- Prix Loewe : Guillermo Carnero (es), pour Fuente de Médicis
- Prix de la nouvelle courte Casino Mieres : José María Casanovas Baile, pour Exteriores
- Prix d'honneur des lettres catalanes : Feliu Formosa i Torres (écrivain, traducteur et metteur en scène)
- Prix national de littérature de la Generalitat de Catalogne : Toni Sala (es)
- Journée des lettres galiciennes : Lorenzo Varela
- Prix de la critique Serra d'Or : 
  - Agustí Pons i Mir (ca), pour Nèstor Lujan. El periodisme liberal, biographie/mémoire.
  - Joan Rendé i Masdéu (ca), pour La pedra a la sabata, recueil de nouvelles.
  - Baltasar Porcel, pour Olympia a mitjanit, roman.
  - Jordi Pàmias i Grau (ca), pour Terra cansada, recueil de poésie.
  - Narcís Comadira i Moragriega, pour la traduction du recueil de poésie Cants, de Giacomo Leopardi.

## États-Unis
- National Book Award : 
  - Catégorie « Fiction » : William T. Vollmann pour Europe Central (Central Europe)
  - Catégorie « Essais» : Joan Didion pour The Year of Magical Thinking (L'Année de la pensée magique)
  - Catégorie « Poésie » : William S. Merwin pour Migration: New and Selected Poems
- Prix Agatha : 
  - Catégorie « Meilleur roman » : Jacqueline Winspear pour Birds of a Feather
  - Catégorie « Meilleure nouvelle » :
- Prix Hugo :
  - Prix Hugo du meilleur roman : Jonathan Strange et Mr Norrell (Jonathan Strange & Mr Norrell) par Susanna Clarke
  - Prix Hugo du meilleur roman court : La Jungle de béton (The Concrete Jungle) par Charles Stross
  - Prix Hugo de la meilleure nouvelle longue : Le Sac à main féerique (The Faery Handbag) par Kelly Link
  - Prix Hugo de la meilleure nouvelle courte : Voyages avec mes chats (Travels with My Cats) par Mike Resnick
- Prix Locus :
  - Prix Locus du meilleur roman de science-fiction : The Baroque Cycle: The Confusion; The System of the World par Neal Stephenson
  - Prix Locus du meilleur roman de fantasy : Le Concile de fer (Iron Council) par China Miéville
  - Prix Locus du meilleur roman pour jeunes adultes : Un chapeau de ciel (A Hat Full of Sky) par Terry Pratchett
  - Prix Locus du meilleur premier roman : Jonathan Strange et Mr Norrell (Jonathan Strange & Mr Norrell) par Susanna Clarke
  - Prix Locus du meilleur roman court : Golden City Far par Gene Wolfe
  - Prix Locus de la meilleure nouvelle longue : Le Sac à main féerique (The Faery Handbag) par Kelly Link et Compte-rendu de certains événements survenus à Londres (Reports of Certain Events in London) par China Miéville (ex æquo)
  - Prix Locus de la meilleure nouvelle courte : Les Épouses interdites des esclaves sans visages dans le manoir secret de la nuit du désir (Forbidden Brides of the Faceless Slaves in the Nameless House of the Night of Dread Desire) par Neil Gaiman
  - Prix Locus du meilleur recueil de nouvelles : The John Varley Reader par John Varley
- Prix Nebula :
  - Prix Nebula du meilleur roman : Camouflage par Joe Haldeman
  - Prix Nebula du meilleur roman court : Magie pour débutants (Magic for Beginners) par Kelly Link
  - Prix Nebula de la meilleure nouvelle longue : Le Sac à main féerique (The Faery Handbag) par Kelly Link
  - Prix Nebula de la meilleure nouvelle courte : I Live with You par Carol Emshwiller
- Prix Pulitzer :
  - Catégorie « Fiction » : Marilynne Robinson pour Gilead
  - Catégorie « Biographie et Autobiographie » : Mark Stevens et Annalyn Swan pour de Kooning: An American Master
  - Catégorie « Essai » : Steve Coll pour Ghost Wars: The Secret History of the CIA, Afghanistan, and Bin Laden, from the Soviet Invasion to September 10, 2001
  - Catégorie « Histoire » : David Hackett Fischer pour Washington's Crossing
  - Catégorie « Poésie » : Ted Kooser pour Delights & Shadows
  - Catégorie « Théâtre » : John Patrick Shanley pour Doubt: A Parable (Doute)

## Finlande
- Prix Aleksis-Kivi : Sirkka Turkka
- Prix Kalevi-Jäntti : Sirkka Turkka pour Liitto
- Prix Eino-Leino : Antti Hyry
- Prix de la littérature de l'État finlandais : Ilpo Tiihonen pour Largo
- Prix littéraire de la ville de Tampere : Jyrki Vainonen pour Perintö
- Prix Tollander : Irmelin Sandman Lilius
- Prix Rudolf-Koivu : Salla Savolainen
- Prix Topelius : Reija Kaskiaho pour Rastas
- Prix Mikael-Agricola : Kaijamari Sivill
- Médaille Anni-Swan : non décerné
- Prix d'écriture Juhana-Heikki-Erkko : Henna Laininen
- Médaille Kiitos kirjasta : Hannu Väisänen pour Vanikan palat
- Prix Arvid-Lydecken : Tapani Bagge pour Kylässä
- Prix Kaarle : Outi Alm
- Prix Pehr-Evind-Svinhufvud : Marko Paavilainen pour Kun pääomilla oli mieli ja kieli
- Prix du grand club du livre finlandais : Timo Parvela
- Prix Pirkanmaan-Plättä : Timo Parvela pour Ella ja Paterock
- Prix Väinö Linna : Jaakko Syrjä
- Prix Pääskynen : Riitta Vaismaa
- Prix Atorox : Tero Niemi et Anne Salminen pour Matka Reformaan
- Prix Finlandia : Bo Carpelan pour Berg
- Prix Pikku-Finlandia : Viivi Kaakinen
- Prix Tieto-Finlandia : Sami Koski pour Antiikin urheilu
- Prix Lea : non décerné
- Prix Tähtivaeltaja : Valo par M. John Harrison
- Prix de l'ours dansant : Ilpo Tiihonen pour Largo
- Prix littéraire Helsingin-Sanomat : Juhani Känkänen pour Toivon mukaan
- Prix du livre chrétien de l'année : Erkki Jokinen
- Prix Laivakello : Markku Karpio
- Prix Finlandia Junior : Tuula Korolainen pour Kuono kohti tähteä
- Prix Runeberg : Zinaida Lindén pour I väntan på en jordbävning
- Prix Vuoden johtolanka : Tuula-Liina Varis (fi) pour Vaimoni
- Prix Kaarina-Helakisa : Timo Parvela
- Prix Nuori Aleksis : Maarit Verronen pour Keihäslintu
- Prix Eeva-Liisa-Manner : Väinö Kirstinä

## France
- Prix Goncourt : Trois jours chez ma mère de François Weyergans
  - Prix Goncourt du premier roman : Val Paradis d'Alain Jaubert
  - Prix Goncourt des lycéens :Magnus de Sylvie Germain
- Prix Médicis : Fuir de Jean-Philippe Toussaint
  - Prix Médicis étranger : Neige d'Orhan Pamuk
  - Prix Médicis essai : La Vie sauve de Marie Desplechin et Lydie Violet
- Prix Femina : Asiles de fous de Régis Jauffret
  - Prix Femina étranger : Les Chutes de Joyce Carol Oates
- Prix Renaudot : Mes mauvaises pensées de Nina Bouraoui.
- Prix Interallié : La Possibilité d'une île de Michel Houellebecq
- Grand prix de littérature de l'Académie française : Danièle Sallenave
- Grand prix du roman de l'Académie française : Henriette Jelinek pour Le Destin de Iouri Voronine (Ed. de Fallois).
- Prix d'Académie : Daniel Maximin pour l’ensemble de son œuvre
- Prix des Deux-Magots : Retour à Zornhof de Gérard Oberlé
- Prix du Roman populiste : Louis Nucera pour l'ensemble de son œuvre, à titre posthume
- Prix France Culture : Une partie du cœur et Les Désaxés de Christine Angot
- Prix du Livre Inter : L'Étourdissement de Joël Egloff
- Grand prix RTL-Lire : Les Vivants et les Morts de Gérard Mordillat
- Prix du Quai des Orfèvres : Jules Grasset pour Les Violons du diable
- Prix Jean-Monnet de littérature européenne du département de la Charente : J. G. Ballard (Grande-Bretagne) pour Millenium People[4]
- Grand prix des lectrices de Elle : Philippe Grimbert pour Un secret (Grasset)
- Grand prix de l'Imaginaire « Roman » : Ayerdhal pour Transparences
- Grand prix de l'Imaginaire « Roman étranger » : China Miéville pour Perdido street station
- Grand prix de l'Imaginaire « Nouvelle » : Mélanie Fazi pour Serpentine
- Grand prix de l'Imaginaire « Nouvelle étrangère » : Paul Di Filippo pour Sisyphe et l’étranger
- Prix des libraires : Korsakov d'Éric Fottorino
- Prix Rosny aîné « Roman » : La Vénus anatomique de Xavier Mauméjean
- Prix Rosny aîné « Nouvelle » :
- Prix de Flore : Boys, Boys, Boys de Joy Sorman
- Prix Décembre : Dictionnaire égoïste de la littérature française de Charles Dantzig
- Prix Hugues-Capet : Christian Bouyer, La Princesse Palatine (Pygmalion)[5]
- Prix mondial Cino Del Duca : Simon Leys (Belgique) pour l'ensemble de son œuvre
- Prix du roman Fnac : Le Rire de l'ogre de Pierre Péju
- Prix Utopia : James Morrow pour l'ensemble de son œuvre
- Prix RFO du livre : Alain Mabanckou pour Verre cassé

## Francophonie
- Prix Sony Labou Tansi : Moussa Konaté, Un appel de nuit
- Prix de littérature Gérald-Godin : Pierre Labrie, À minuit. changez la date
- Grand prix de la francophonie : Jane Conroy
- Prix des cinq continents de la francophonie : Alain Mabanckou (République du Congo) pour Verre cassé
- Prix de littérature francophone Jean Arp : Henri Meschonnic (France)
- Prix SACD de la dramaturgie francophone : Jean-Pierre Cannet (France) pour Little boy, la passion et Marcel Zang (Cameroun) pour L’Exilé

## Italie
- Prix Strega : Maurizio Maggiani, Il viaggiatore notturno (Feltrinelli)
- Prix Bagutta : Rosetta Loy, Nero è l'albero dei ricordi, azzurra l'aria, (Einaudi)
- Prix Campiello : Pino Roveredo, Mandami a dire et Antonio Scurati, Il sopravvissuto
- Prix Napoli : Antonio Debenedetti, E fu settembre (Rizzoli)
- Prix Stresa : Maurizio Cucchi - Il male è nelle cose - Mondadori
- Prix Viareggio :
  - Roman : Raffaele La Capria, L'estro quotidiano
  - Essai : Alberto Arbasino, Marescialle e libertini
  - Poésie : Milo De Angelis, Tema dell'addio

## Monaco
- Prix Prince-Pierre-de-Monaco : Andreï Makine

## Norvège
- Prix Brage :
  - Catégorie « Fiction pour adultes » : Marita Fossum, Forestill deg
  - Catégorie « Livre pour les enfants et la jeunesse » : Arne Svingen, Svart elfenben
  - Catégorie « Livre de non-fiction » : Odd Karsten Tveit, Krig og diplomati. Oslo-Jerusalem 1978-1996
  - Catégorie « Ouverte » : John Arne Sæterøy pour La meg vise deg noe… (BD)
  - Catégorie « Prix d'honneur » : Jon Fosse

## Royaume-Uni
- Prix Booker : John Banville pour The Sea (La Mer)
- Prix James Tait Black :
  - Fiction : Ian McEwan pour Saturday (Samedi)
  - Biographie : Sue Prideaux pour Edvard Munch: Behind the Scream
- Orange Prize for Fiction : Lionel Shriver pour We Need to Talk About Kevin (Il faut qu'on parle de Kevin)
- Prix WH Smith : Philip Roth pour The Plot Against America (Le Complot contre l'Amérique)
- Prix John-Llewellyn-Rhys : Beasts of No Nation de Uzodinma Iweala
- Médaille Carnegie : Mal Peet pour Tamar
- Prix Rose-Mary-Crawshay : 
  - Claire Preston pour Thomas Browne and the Writing of Early Modern Science
  - Judith Farr et Louise Carter pour The Gardens of Emily Dickinson
- Prix Somerset-Maugham : Maggie O'Farrell pour The Distance Between Us

## Russie
- Prix Booker russe : Denis Goutsko pour Sans trace de chemin

## Suisse
- Prix Lipp Suisse : Rut Plouda pour Comme si de rien n’était
- Prix Ahmadou-Kourouma : Tanella Boni, pour Matins de couvre-feu (Le Serpent à plumes).
- Grand prix C.F. Ramuz : Pierre Chappuis